# جيب جراند شيروكي (دبليو كي)
جيب جراند شيروكي (دبليو كي ) (بالإنجليزية: Jeep Grand Cherokee (WK))‏ هي سيارة من تصنيع شركة جيب.